# Повзун, Василий Петрович
Василий Петрович Повзун (22 февраля 1919, село Трительники, ныне Хмельницкая область - 30 августа 2011, Одесса) — украинский кларнетист и музыкальный педагог. Заслуженный деятель искусств Украины, почётный доктор Молдавской Академии музыки и искусства.

## Биография
Учился в Одесском музыкальном училище (1935—1938) и в Одесской консерватории (1938—1941) у Алоизия Моравика. С четвёртого курса консерватории ушёл на фронт, был откомандирован в оркестр штаба Сталинградского,затем 4-го Украинского фронта. После демобилизации окончил Кишинёвскую консерваторию (1946), где учился, в частности, у Григория Гершфельда.
В 1946—1951 гг. солист Симфонического оркестра Молдавской филармонии. С 1951 г. проректор, в 1953—1960, гг. ректор Кишинёвской консерватории. В 1962—1968 гг. ректор Одесской консерватории; в этот период в консерватории были построены дополнительный учебный корпус, новое студенческое общежитие, в концертном зале установлен орган, открылись отделения композиции ,кафедра народных инструментов и кафедра камерного ансамбля. Выйдя в отставку с должности ректора, Василий Петрович возглавил класс камерного ансамбля. Среди учеников В.П.Повзуна, в частности,Народный артист Республики Молдова,профессор Молдавской академии музыки-Евгений Вербецкий,  заслуженный артист Украины Владимир Томащук (солист Одесского Национального симфонического оркестра).